# Olga Samulenkowa
Olga Samulenkowa (ur. 30 czerwca 1978 w Leningradzie) – rosyjska wioślarka.

## Osiągnięcia
- Mistrzostwa Świata – St. Catharines 1999 – czwórka podwójna – 3. miejsce[1].
- Mistrzostwa Świata – Sewilla 2002 – czwórka podwójna – 9. miejsce[1].
- Mistrzostwa Świata – Mediolan 2003 – czwórka podwójna – 8. miejsce[1].
- Igrzyska Olimpijskie – Ateny 2004 – dwójka podwójna – 10. miejsce[1].
- Mistrzostwa Świata – Gifu 2005 – czwórka podwójna – 3. miejsce[1].
- Mistrzostwa Świata – Eton 2006 – czwórka podwójna – brak[2][1].
- Mistrzostwa Europy – Ateny 2008 – czwórka podwójna – 2. miejsce[1].
- Mistrzostwa Świata – Poznań 2009 – czwórka podwójna – 6. miejsce[1].
- Mistrzostwa Europy – Brześć 2009 – czwórka podwójna – 5. miejsce[1].